# هوندا سی‌آر-وی
هوندا سی‌آر-وی، یک کامپکت اس‌یووی است که از سال ۱۹۹۶، میلادی توسط خودروساز ژاپنی هوندا تولید شده‌است. این خودرو از مدل هوندا سیویک الهام گرفته و یک خودروی ورزشی محسوب می‌شود. از این خودرو در دو نوع چهار چرخ محرک و چرخهای جلو محرک تولید شده اما در بریتانیا و استرالیا تنها مدل چهار چرخ محرک آن عرضه شده‌است.

## مشخصات هوندا سی‌آر-وی

### مشخصات نسل نخست هوندا سی‌آر-وی
- دوره تولید: ۱۹۹۶–۲۰۰۱ میلادی
- دنده: ۵ سرعته دستی، ۴ سرعته اتوماتیک
- ویلبیس: ۲۶۲۰ میلی‌متر
- درازا: ۴۵۱۰ میلی‌متر
- پهنا: ۱۷۵۰ میلی‌متر
- بلندا: ۱۶۷۵ میلی‌متر

### مشخصات نسل دوم هوندا سی‌آر-وی
- دوره تولید: ۲۰۰۲–۲۰۰۶ میلادی
- دنده: ۵ سرعته دستی، ۶ سرعته دستی، ۴ سرعته اتوماتیک، ۵ سرعته اتوماتیک
- ویلبیس: ۲۶۲۰ میلی‌متر
- درازا: ۴۵۳۵ میلی‌متر
- پهنا: ۱۷۸۵ میلی‌متر
- بلندا: ۱۶۸۰ میلی‌متر

### مشخصات نسل سوم هوندا سی‌آر-وی
- دوره تولید: از ۲۰۰۷ تاکنون
- دنده: ۶ سرعته دستی، ۵ سرعته اتوماتیک
- ویلبیس: ۲۶۲۰ میلی‌متر
- درازا: ۴۵۱۸ میلی‌متر
- پهنا: ۱۸۲۰ میلی‌متر
- بلندا: ۱۶۸۰ میلی‌متر

## نگارخانه

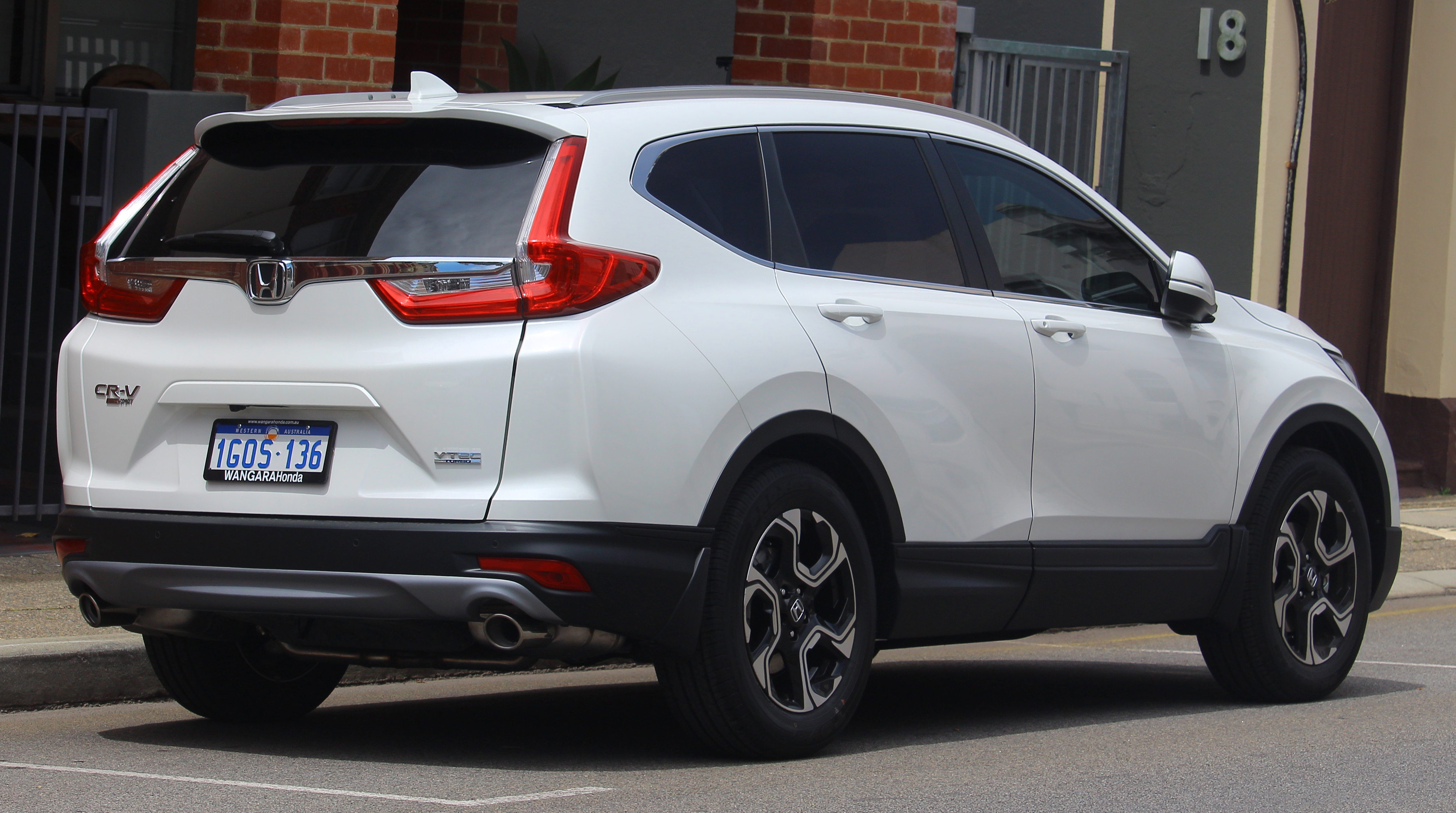
نمای عقب هوندا سی‌آر-وی نسل پنج
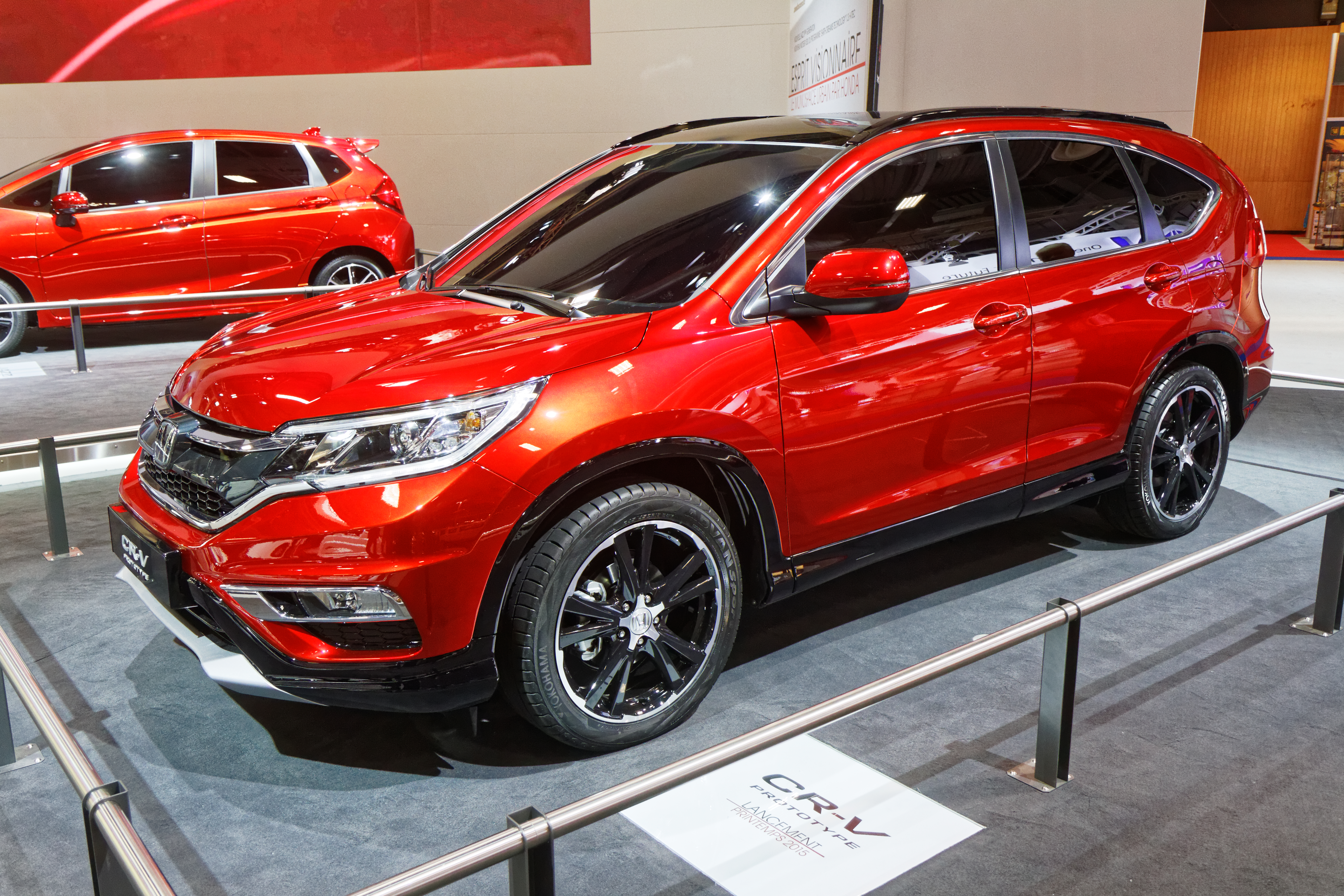
هوندا سی‌آر-وی نسل چهار
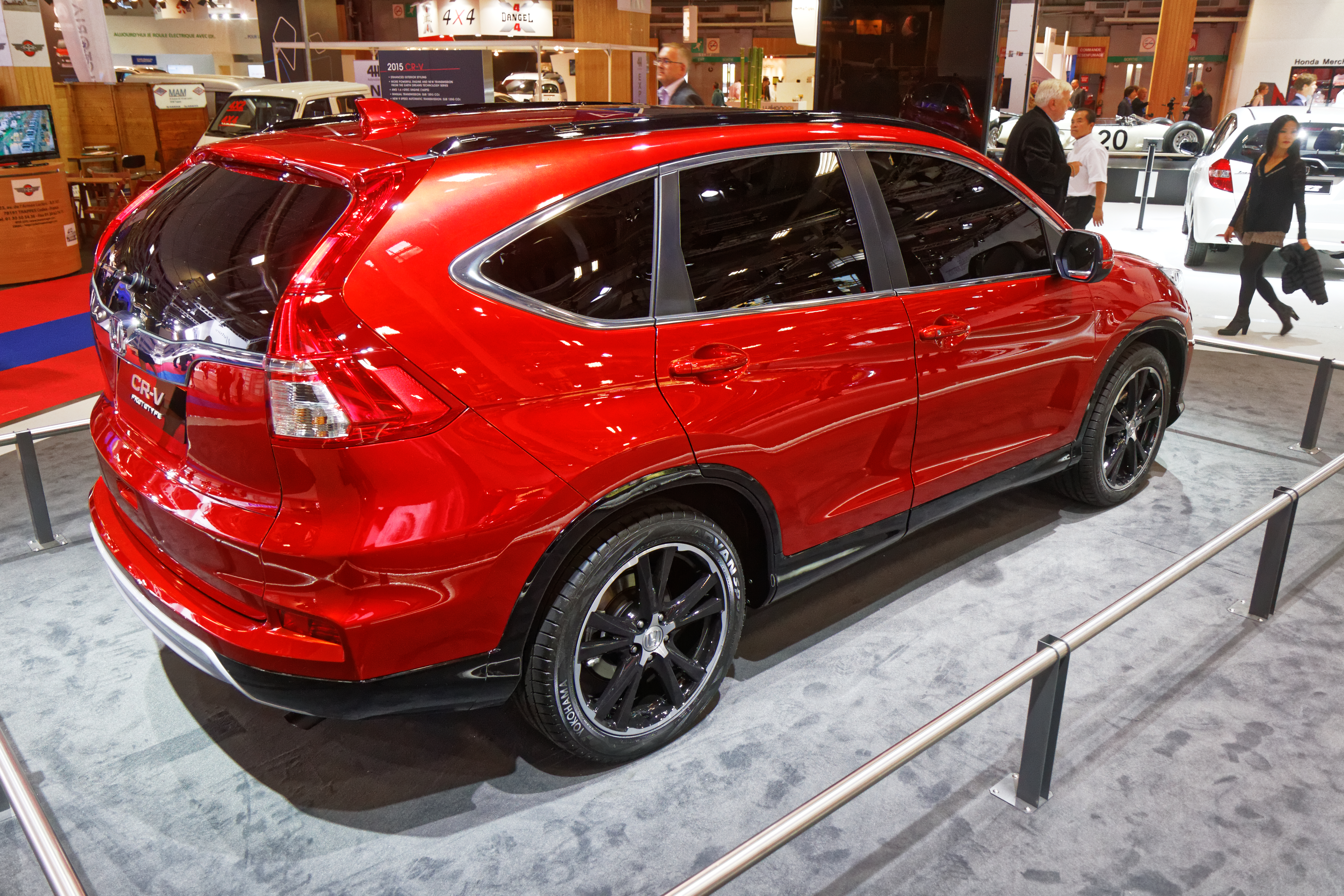
نمای عقب هوندا سی‌آر-وی نسل چهار